# Mello (Death Note)
Mello (メロ; Mero), valódi nevén Mihael Keehl (ミハエル・ケール; Mihaeru Kéru; Hepburn: Mihaeru Kēru) egy kitalált szereplő Óba Cugumi és Obata Takesi Death Note című manga- és animesorozatában.
A manga és az anime történetében Mello a világ legtehetségesebb nyomozójának, L-nek az egyik utódjelöltje, aki annak halála után a maffiához csatlakozva próbálja meg kideríteni példaképe gyilkosának, Kirának a valódi személyazonosságát. Annak ellenére, hogy Mello egy időben mutatkozott be L másik utódjelöltjével, Nearrel a történet második felében, a szereplő némiképpen háttérbe szorult a további cselekmény során, bár annak végkifejletéhez közvetetten hozzájárult. Mello kimagaslóan intelligens fiatalember, akit azonban sokszor magával ragadnak érzelmei; célja elérésben nem válogat az eszközök között, legyenek azok bármily kegyetlenek is.
Mellót több dicsérő és negatív kritika is érte a mangákkal és animékkel foglalkozó média részéről. Első szereplése után egyes ismertetők „tébolyult” szereplőként jellemezték, aki csupán kiszámíthatatlanságával gazdagítja a sorozatot. További szereplései után mások friss újításként értékelték jelenlétét, ami lendületet visz a sorozat korábban csak szellemi síkon vívott csatározásaiba. Mindemellett több kritika is egyetért abban, hogy a szereplőben nagyobb lehetőségek lakoztak, és hogy a sorozat nem biztosított teret Mello személyiségének és egyéniségének teljes kibontakozására.

## A szereplő megalkotása és az alapelgondolás
Óba nyilatkozata szerint Mello és Near bemutatására azért volt szükség, mivel L egymaga nem tudta legyőzni Kirát. Egyetlen új szerelő csupán az L és Light között zajló párharc ismétlése lett volna, ezért szeretett volna inkább három különböző oldalt megalkotni, akik egymással versengenek. Óba szabad kezet adott Obata Takesinek a szereplők megjelenésének megtervezésében és kialakításában; csak annyit hagyott meg, hogy mindketten kicsit „L”-esek legyenek. Óba emellett sokáig nem tudta eldönteni a két szereplő korát, és még az is felmerült benne, hogy azok L fiai legyenek. Nem alakította ki azonnal személyiségük minden vonását, mivel azt szerette volna, hogy azok a történet cselekménye során bontakozzanak ki. Mello és Near karakterdizájnja a tervezési folyamat végén felcserélődött, mivel a sorozat szerkesztője véletlenül megcserélte a neveket a vázlatokon; mikor Obata megkapta a jóváhagyást a rajzokra, már nem volt lehetősége a korrekcióra. Ennek megfelelően Obata terveiben eredetileg Mello lett volna a „nyugodtabb és nőiesebb” szereplő Near helyett. Obata a cserét utólag szerencsés véletlenként értékelte. Mello egyik L-re legjobban emlékeztető szokása, hogy általában egy csokoládétáblát fogyasztva jelenik meg. Óba azért választotta a csokoládét, mivel véleménye szerint ez minden édességet megtestesít és jól beleillett az Egyesült Államokban játszódó történetrészbe.
Obata Óba utasításának megfelelően, hogy legyen egy kicsi L mindkét új szereplőben, megpróbálta megtartani L fura külsejét és „panda szemeit”. Mivel L a sorozat egyik legfontosabb szereplője volt, úgy érezte, hogy Mellót és Neart túlságosan is az ő mintájára formálta meg. Obata saját bevallása szerint a szereplők külsejének megtervezése „igazi vívódás volt a számára”. Mikor először hallott róluk, úgy gondolta, hogy Near és Mello együtt fognak dolgozni, ezért első ötlete az volt, hogy ikrek legyenek. Az első különbség, amit megpróbált hangsúlyozni kettejük között, hogy Mello jóval energikusabb legyen mint Near. Mello frizuráját annak első megjelenése alkalmával rendezettnek rajzolta meg, majd a történet későbbi szakaszában vált kócosabbá. Óba utasítását a sebhely hozzáadására Mello arcához Obata pozitívan értékelte, mivel véleménye szerint sokkal „menőbb” lett tőle a szereplő. A sorozat 13. kalauzkötetében Obata a sebhely hatását úgy írta körül, hogy a szereplő jóval „erőteljesebb” és „emberibb” lett tőle, és elszomorította, hogy nem sokkal eztán Óba megölte és kiírta a sorozatból. Obata Mello öltözetét „amit szeretek” alapon rajzolta meg, pontosabban olyan ruhákat adott rá, amiket szeretett rajzolni, nem pedig hordani. Ezek között szerepeltek a fényes bőr ruhadarabok. Obata bevallása szerint, igazán csak sebhely hozzáadása után érezte úgy, hogy „igazán belejött a szereplő rajzolásába”. Véleménye szerint az, hogy nem találkozott személyesen Óbával a sorozat alkotása közben, a lehető legjobb munkamenet volt, mivel ha Óba meglátta volna a rajongását Mello új kinézetéért, feltehetően nem ölte volna meg a szereplőt.
Mellóval kapcsolatban Óbában felmerült az az ötlet is, hogy ő legyen az, aki végül legyőzi Lightot. A Sidó nevű halálisten távozása után, aki egy rövid ideig Mello társaságában volt, az író egy ideig nem tudta eldönteni, hogy mi legyen Mello további szerepe. Óba igen erősen megfontolta annak a végkifejletnek a lehetőségét, hogy Mello legyőzze Lightot és Neart, de miután a szereplő túl sok információt szerzett és túl sokat megtudott a Halállistáról, kénytelen volt megölnie őt, hogy megtartsa a történet lendületét. Mello cselekedetei ennek következtében nem voltak jelentős hatással a végkifejletre, de közvetetten negatívan hatottak Lightra. Óba annak érdekében, hogy Mello halála ne áruljon el túl korán túl sokat annak valódi körülményeiről és hatásáról, csupán egyetlen panelt szentelt neki és tartózkodott a drámai hatásoktól.

## A szereplő ismertetése

### Kapcsolatai és személyisége
Mello a Vatari által alapított árvaházban nevelkedett az Egyesült Királyságban, Winchesterben. Nearrel együtt ketten voltak a legrátermettebbek, hogy L örökösei legyenek. L valójában azért Mellót és Neart vásztotta, mivel egy alkalommal, amikor az árvaház lakói kérdéseket tehettek fel neki, Near és Mello voltak az egyetlenek, akik nem kérdeztek semmit, csupán figyeltek. Mello kimagaslóan intelligens, akit azonban sokszor magával ragadják érzelmei és ez gyakran hátrányára is válik. Részben ebből fakadóan is soha nem volt képes együtt dolgozni a nyugodt és rideg Nearrel, akit idővel meg is gyűlölt. Ennek ellenére Mello nem jellemezhető tisztán gonosznak, de az egyetlen személy, akinek a jóléte iránt érdeklődést mutat az Matt, szintén az árvaház egyik lakója. Mellónak életében mindenért keményen meg kellett dolgoznia.

### A sorozatban való szereplésének áttekintése
L halála után Mello nem hajlandó együtt dolgozni Nearrel Kira elfogásában, mivel a nála fiatalabb fiú mögött mindig csak második lehetett. Úgy dönt, hogy a sorozatgyilkos elfogása érdekében önálló nyomozásba kezd és csatlakozik a maffiához. Mello elraboltatja a japán rendőrfőkapitányt, hogy így zsarolja ki a japán rendőrség kezében lévő Halállistát. Miután Kira meggyilkolja a főkapitányt, Mello a nyomozócsapat egyik tagjának, Jagami Szóicsirónak a lányát raboltatja el, akit végül sikerül kicserélnie a listára. A Halállista megszerzése után annak segítségével Mello meggyilkolja Near SPK csapatának legtöbb tagját. Felhívja az Egyesült Államok elnökét, hogy cserébe a listáért és Kira meggyilkolásáért támogassa őt fegyverekkel, információval, hozzáféréssel a műholdrendszerhez és pénzügyileg is. Mello megismerkedik a listája eredeti tulajdonosával, a Sidó nevű halálistennel, aki segédkezik neki visszaverni azt a kommandós támadást, melyet a második L, vagyis Kira szervezett az elnökkel. Mello bandájának legtöbb tagját Kira meggyilkolja, és új búvóhelyén a japán nyomozócsapat is támadást intéz ellene. Enne során Mello valódi neve is kiderül és a nyomozócsapat vezetőjének, Jagami Lightnak, vagyis az eredeti Kirának a tudomására jut. Hogy el tudjon menekülni Mello, kénytelen felrobbantani a rejtekhelyét, melyet ugyan túlél, de arca egyik felén súlyos égési sérüléseket szenved. Mello kapcsolatba lép a japán nyomozócsapat egyik tagjával, Mogi Kanzóval, akit Near főhadiszállására irányít, hogy Near kikérdezhesse, mivel úgy gyanítja, Kira a nyomozócsapatban van. Mello új társával, Mattel figyelteti meg Mogit és Amane Miszát, Jagami Light, a második L barátnőjét, akiről azt sejti, hogy a második Kira. Mello elrabolja Kira televíziós szószólóját és bűntársát, Takada Kijomit, akinek a Halállista egyik darabjának segítségével sikerül meggyilkolja Mellót, de nem sokkal ezután a nő maga is életét veszti.
Takade elrablásának eseményei Mikami Teru, az akkori Kira egy meggondolatlan lépéséhez vezettek, ami közvetetten hozzájárult Light terveinek lelepleződéséhez. A sorozat végkifejlete során Near megemlíti, hogy külön Mellóval nem lettek volna képesek elkapni Lightot, de együtt végül sikerült túlszárnyalniuk L-t és megtenniük azt, ami neki nem sikerült. Halle Lidner, Near csapatának egyik tagja azt gyanította, hogy ezt Mello is tudta és szándékosan áldozta fel életét, hogy leleplezze Light tervét.

## Megjelenése a manga- és animesorozaton kívül
Mello Nisio Isin Death Note: Another Note – Los Angeles BB renzoku szacudzsin dzsiken (DEATH NOTE アナザーノート ロサンゼルスBB連続殺人事件) című regényének narrátora, aki L első találkozását meséli el az eredeti sorozat egyik kisebb szereplőjével, Miszora Naomi FBI-ügynökkel a Los Angeles-i „BB-sorozatgyilkos ügy” kapcsán. Mello látszólag azokból a részletekből idézi fel a történetet, melyeket még L osztott meg vele korábban az ügyről.
Mello választható szereplője a 2007-es Death Note: Kira Game (デスノート キラゲーム) nevű Nintendo DS-re megjelent videójátéknak és az azt követő, Death Note L o cugu mononak (デスノート Lを継ぐ者). A 2006-os Jump Ultimate Stars, szintén Nintendo DS-re megjelent videójátékban Mello támogató szereplőként jelenik meg.

## Kritikák és a szereplő megítélése

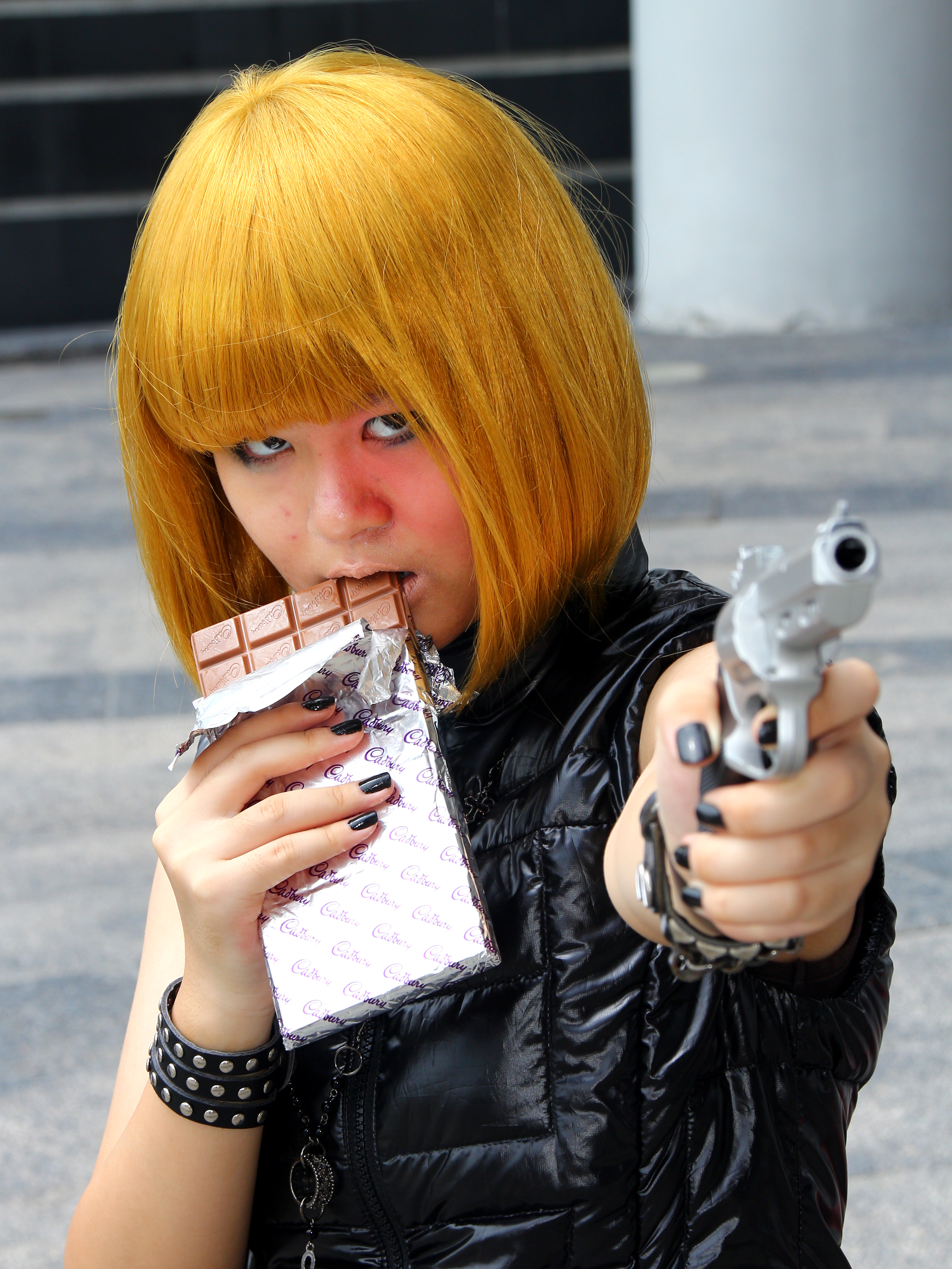
Mellónak öltözött cosplayjelmezes

Számos mangákkal, animékkel, és egyéb kapcsolódó ágazatokkal foglalkozó média illette pozitív, illetve negatív kritikával a szereplőt. A. E. Sparrow, az IGN egyik írója kellemes újításként értékelte Mellót a sorozatban, aki valódi lendületet és akciót vitt a mangába, aminek addigi cselekménye két zseni gondolatban és taktikákban vívott párharca volt. Mellót a cselekvés emberének nevezte, „akinek könyörtelen taktikái és stratégiái még a legjobb formájában lévő Lighton is túltesznek”. Tom S. Pepirium az anime ismertetőjében Mellóval kapcsolatban sajnálatosnak és a történet nagy hibájának nevezte, hogy Óba a fő cselekményen kívül ölte meg a szereplőt, aki mint L egyik utódaként többet érdemelt volna. Annak ellenére, hogy Nearrel egy időben mutatkozott be a sorozatban, mely a két szereplő heves versengésével kecsegtette a nézőket, Óba valahol a cselekmény előrehaladtával mintha megfeledkezett volna Mellóról. Annak ellenére, hogy valóban fontos szerepet játszik a történetben, a legtöbbször elvesztegette a benne rejlő lehetőségeket. Pepirium azt is megjegyezte, hogy kellemes meglepetés volt Melló visszatérése a 35. epizódban, de egyben nagy csalódás is, hogy ilyen gyorsan „hidegre tették”.
Briana Lawrence, az Anime News Network cikkírója ismertetőjében úgy ítélte meg, hogy Mello és Near bemutatása elsőre érdekes ötletnek tűnt a sorozatban, viszont mindvégig mint L részei jelentek meg, nem pedig mint önálló egyének. Neheztelte, hogy minden kötet kihangsúlyozta, hogy Light még mindig L ellen küzd, még annak halála után is. Véleménye szerint Near és Mello sokkal jobb szereplők lehettek volna, ha a manga nem úgy bánt volna velük mint L két felével. A Mania a Death Note 8. DVD-kötetének ismertetőjében az L halála utáni „macska-egér játék egyik felének cseréjét” úgy értékelte, hogy drámaian megváltoztathatja a történet hangulatát. Chris Beveridge véleménye szerint Mello egy tébolyult szereplőként mutatkozott be, aki csupán kiszámíthatatlanságot kínálhat az olvasók számára.